# مستقبل إلكترونات
مُستَقبِل الألكترونات أو مستقبل إلكترون، هو جزيء كيميائي يقبل الألكترونات المنتقله اليه من جزيء كيميائي آخر. ويعتبر عامل مؤكسد إذ انه بأكتسابه للألكترونات يُختزل في تلك العملية.
العناصر المؤكسدة المثالية تجري تعديل كيميائي دائم عن طريق رابطة تساهميه أو رابطة أيونية , ينتج عنها نقل كامل ونهائي لإلكترون أو أكثر .
ومع هذا، تحت بعض الظروف الكيميائيه فأن انتقال الألكترون من الذرة المانحه للذرة المستقبله لا يكون كاملا بل يكون جزئياً وينتج عن ذلك تذبذب الألكترون بين الذرتين، ويؤدي ذلك الي تكوين مركبات تحتفظ فيه فيها الجزيئات بهيئتها الكيميائيه.
إن قوه اكتساب الألكترونات في الذرة المستقبله يقاس بالألفة الألكترونية وهي كمية الطاقة المنطلقة عند ملء المدار الغير ممتلئ بالألكترونات.
ويكون توازن الطاقة في تلك الحالة (ΔE)
وهو الطاقة المكتسبة أو المفقوده أثناء التفاعل-
ويُقدر عن طريق حساب الفرق بين
- الألفة الألكترونية (A)
- جهد التأين (I)

{\displaystyle {\Delta }E=A-I\,}
في الكيمياء، يوجد مجموعة من مستقبلات الألكترونات والتي لا تستقبل ألكتروناً واحداً فقط بل زوج من الألكترونات حتي تكوِّن رابطة تساهميه مع ذرة مانحه للألكترونات، تسمى بحمض لويس.
هذه الظاهرة هي اساس كيمياء «احماض وقواعد لويس».
ان القوى الرائدة في ميول الذرات نحو فقدان أو اكتساب الكترونات تعتمد على مفاهيم مثل الأيجابيه الكهربائية للذرات المانحة والسالبية الكهربائية للذرات المستقبله.

## أمثلة
من امثلة مستقبلات الألكترونات الأكسجين , النترات , الحديد , المنجنيز , السلفا , ثاني اكسيد الكربون , أو في بعض الكائنات الدقيقة يوجد مذيبات الكلور مثل رباعي كلوريد الأيثيلين أو ثلاثي كلوريد الأيثيلين وكلوريد الفينيل.
تعتبر هذه التفاعلات ذات أهمية كبيرة ليس فقط لكونها تكسب تلك الكائنات الطاقة ولكنها أيضا تلعب دور مهم في التحلل الحيوي للملوثات الحيويه.
في علم الأحياء , مصطلح مستقبل الألكترونات هو مركب يستقبل الألكترونات أثناء عملية البناء الضوئي أو عمليه التنفس الخلوي.
حيث أن كل الكائنات تستخلص طاقتها عن طريق انتقال الألكترونات من جزئ مانح للألكترونات لجزئ مستقبل لتلك الألكترونات. وأثناء تلك العملية (سلسلة نقل الألكترون) يصبح الجزي المُستَقبِل جزئ مُختَزَل والجزئ المانح مُؤكْسَدْ.